# Geschwindigkeitsanzeigeanlage

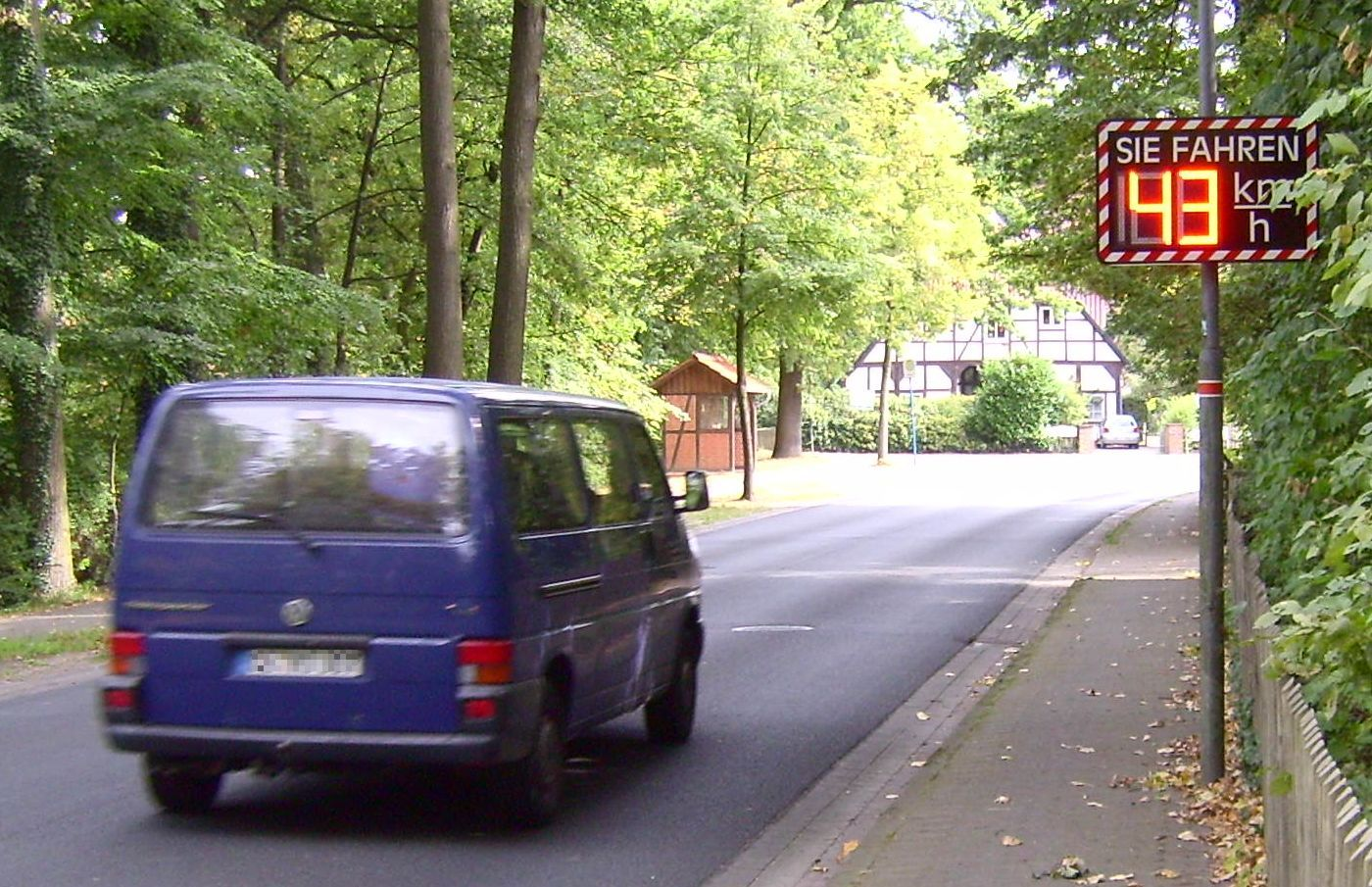
Geschwindigkeitsanzeigeanlage bei der Messung

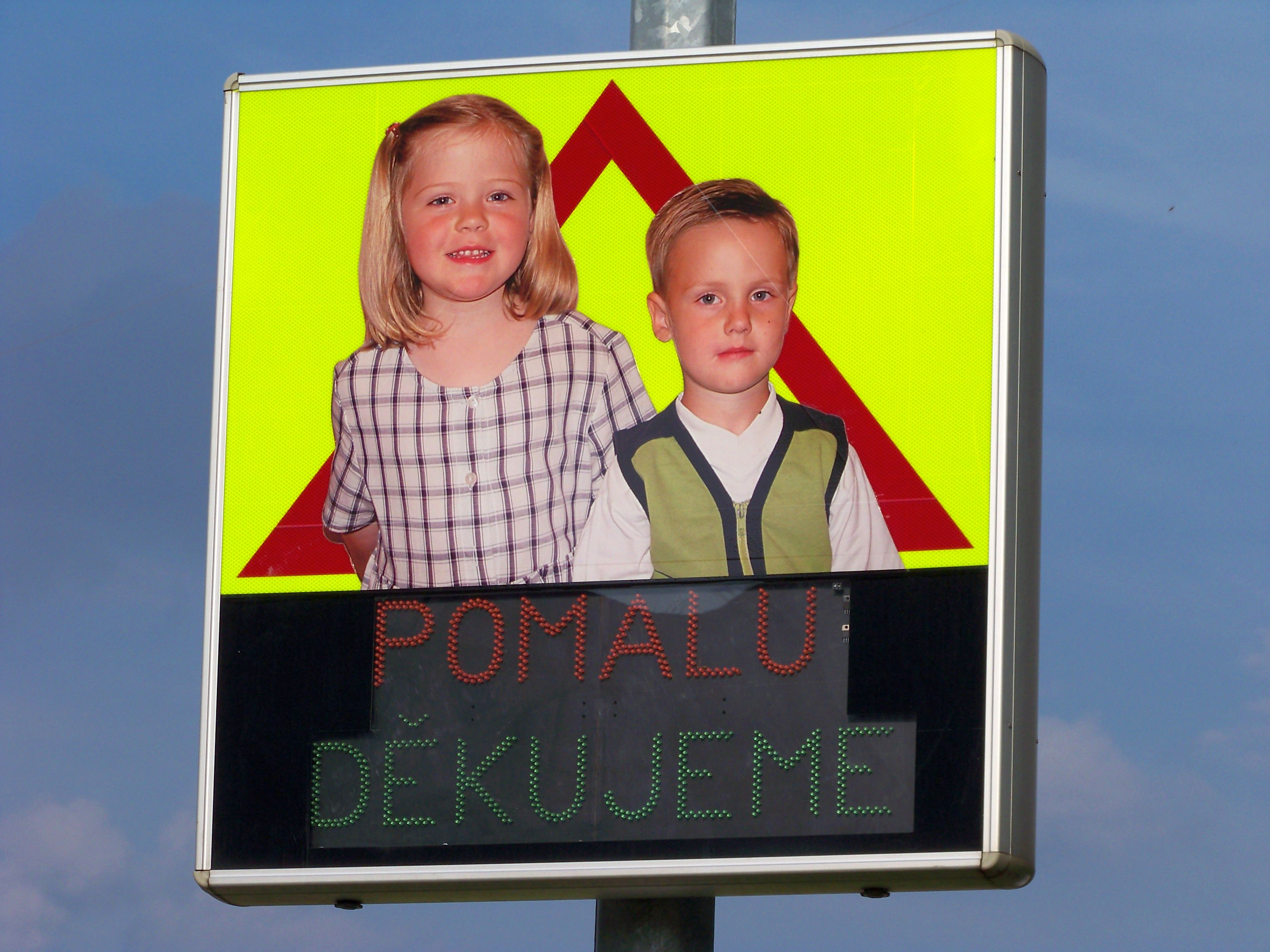
Dialogbildschirm in Tschechien

Eine Geschwindigkeitsanzeigeanlage (kurz GAA) ist eine technische Vorrichtung am Straßenrand, die dazu dient, dem Fahrzeugführer seine aktuell gefahrene Geschwindigkeit anzuzeigen. Durch einen Sensor wird die Fahrgeschwindigkeit erfasst und auf einem Bildschirm dargestellt. Diese Anlagen dienen nicht der Verkehrsüberwachung, da sie keine Kamera und keine Kennzeichenaufzeichnung haben. Außerdem sind Geschwindigkeitsanzeigeanlagen nicht mit Geschwindigkeitswarnanlagen zu verwechseln.

## Technik
Eine GAA misst die Geschwindigkeit sich nähernder Fahrzeuge und zeigt diese meist sehr auffällig und deutlich visualisiert als Rückmeldung an den Fahrzeugführer an. Zur Messung der Fahrzeuggeschwindigkeiten kommen in der Regel Radarsensoren zum Einsatz. Sie können in die Anlage integriert oder extern verbaut sein. Es gibt eine Vielfalt an Fabrikaten von GAA'n.
Beispielhafte Funktionsbeschreibung: Der Radarstrahl einer Geschwindigkeitsanzeige Pittsford Traffic and Radar wird mit der Frequenz 24,125 GHz auf die näherkommenden Fahrzeuge gesendet. Aus der Radarreflexion wird die Geschwindigkeit ermittelt und auf einem großen LED-Bildschirm mit 307 Millimetern Zeichenhöhe und 180-Grad-Ablesewinkel in Echtzeit angezeigt. Durch einen integrierten Helligkeitsmesser wird die LED-Helligkeit automatisch an die Umgebung angepasst. Es können Geschwindigkeiten von 3 bis 255 Kilometern pro Stunde verarbeitet werden, bei einer Messentfernung von bis zu etwa 80 Metern (260 Fuß). Die Genauigkeit wird mit ±3% angegeben.
In einem internen Speicher können für statistische Auswertungen allgemeine Daten gespeichert werden, ohne einzelne Verkehrsteilnehmer zu identifizieren. Der Datenspeicher ist mittels Bluetooth auslesbar.

## Zweck
Geschwindigkeitsanzeigeanlagen dienen dazu, Fahrzeugführer durch die große Anzeige der gemessenen Geschwindigkeit auf ihre gegebenenfalls zu hohe Geschwindigkeit aufmerksam zu machen. Durch die sehr weit erkennbare Anzeige soll laut Hersteller eine soziale Komponente bewirkt werden, da alle Umstehenden, auch in großer Entfernung, die Geschwindigkeitsüberschreitung des Gemessenen erkennen können. Spezielle Ausführungen der Anzeigeanlage können mit Kindermotiven und Textmeldungen – wie „zu schnell“ oder „danke“ ausgerüstet werden. Je nach Modell sind auch mehrfarbige Zahlenanzeigen (grün für in Ordnung und rot für zu schnell) möglich. Auch die Anzeige von Smileys ist möglich, mit lachendem, neutralem oder verärgertem Mund.
Die Unfallforschung der Versicherer (UDV) führte in der 2010 veröffentlichten Untersuchung Evaluation dynamischer Geschwindigkeitsrückmeldung einen Vergleich dieser dynamischen Geschwindigkeitsanzeigen mit dem sogenannten Dialogbildschirm durch. Obwohl der Dialogbildschirm die gefahrene Geschwindigkeit nicht anzeigt und lediglich durch die Anzeige von „danke“ und „Langsam“ lobt und tadelt, zeigten sich stärkere und dauerhafte Rückgänge der Durchschnittsgeschwindigkeiten.